# Kanton Blangy-le-Château
Der Kanton Blangy-le-Château war von 1790 bis 2015 ein französischer Wahlkreis im Département Calvados und in der damaligen Region Basse-Normandie. Er umfasste 15 Gemeinden im Arrondissement Lisieux; sein Hauptort (frz.: chef-lieu) war Blangy-le-Château. Die landesweiten Änderungen in der Zusammensetzung der Kantone brachten im März 2015 seine Auflösung. Vertreter im Generalrat des Départements war zuletzt (seit 2001, wiedergewählt 2008) Hubert Courseaux. 

## Geschichte
Der Kanton wurde am 4. März 1790 im Zuge der Einrichtung der Départements als Teil des damaligen „District de Pont-l’Évêque“ gegründet. Mit der Schaffung der Arrondissements am 17. Februar 1800 wurde der Kanton als Teil des damaligen Arrondissements Pont-l’Évêque neu zugeschnitten. Am 10. September 1926 wurde das Arrondissement Pont-l’Évêque aufgelöst und der Kanton dem Arrondissement Lisieux zugeschlagen.

## Gemeinden
| Gemeinde                  | Einwohner (Stand: 2022) | Code postal | Code Insee |
| ------------------------- | ----------------------- | ----------- | ---------- |
| Les Authieux-sur-Calonne  | 276                     | 14130       | 14032      |
| Blangy-le-Château         | 781                     | 14130       | 14077      |
| Bonneville-la-Louvet      | 822                     | 14130       | 14085      |
| Le Breuil-en-Auge         | 959                     | 14130       | 14102      |
| Le Brévedent              | 203                     | 14130       | 14104      |
| Coquainvilliers           | 844                     | 14130       | 14177      |
| Le Faulq                  | 325                     | 14130       | 14261      |
| Fierville-les-Parcs       | 236                     | 14130       | 14269      |
| Manerbe                   | 545                     | 14340       | 14398      |
| Manneville-la-Pipard      | 262                     | 14130       | 14399      |
| Le Mesnil-sur-Blangy      | 164                     | 14130       | 14426      |
| Norolles                  | 350                     | 14100       | 14466      |
| Saint-André-d’Hébertot    | 450                     | 14130       | 14555      |
| Saint-Philbert-des-Champs | 650                     | 14130       | 14644      |
| Le Torquesne              | 529                     | 14130       | 14694      |

## Bevölkerungsentwicklung
| 1962 | 1968 | 1975 | 1982 | 1990 | 1999 | 2006 | 2011 |
| ---- | ---- | ---- | ---- | ---- | ---- | ---- | ---- |
| 4799 | 4505 | 4403 | 5172 | 5754 | 6298 | 6878 | 7197 |